# This Is Music: The Singles 92–98
Albums de The Verve
Urban Hymns
(1997) Forth
(2008)
This Is Music: The Singles 92–98 est une compilation des meilleurs singles du groupe anglais de rock alternatif The Verve. La compilation est sortie en novembre 2004 et inclut deux titres inédits: This Could Be My Moment et Monte Carlo. L'album a été nommé d'après une chanson, This Is Music, tirée de leur second album sorti en 1995, A Northern Soul. La couverture de l'album est basée sur la couverture de leur second single, She's a Superstar (1992).

## Liste des titres
1. This Is Music – 3:38
2. Slide Away – 4:06
3. Lucky Man – 4:49
4. History – 5:28
5. She's a Superstar (Edit) – 5:04
6. On Your Own – 3:36
7. Blue – 3:39
8. Sonnet – 4:24
9. All in the Mind – 4:17
10. The Drugs Don't Work – 5:05
11. Gravity Grave – 8:21
12. Bitter Sweet Symphony – 5:59
13. This Could Be My Moment (inédit) – 3:59
14. Monte Carlo (inédit) – 4:58